# Schiedeck
Schiedeck är ett berg i Österrike.   Det ligger i distriktet Liezen och förbundslandet Steiermark, i den centrala delen av landet, 230 km väster om huvudstaden Wien. Toppen på Schiedeck är 2 090 meter över havet.
Terrängen runt Schiedeck är bergig åt nordost, men åt sydväst är den kuperad. Närmaste större samhälle är Schladming, 8,9 km norr om Schiedeck. 
Trakten runt Schiedeck består i huvudsak av gräsmarker. Runt Schiedeck är det glesbefolkat, med 20 invånare per kvadratkilometer.